# Mistrzostwa Świata w Tenisie Stołowym 1952
19. Mistrzostwa świata w tenisie stołowym odbyły się w dniach 1–10 lutego 1952 roku w Bombaju. Były to pierwsze mistrzostwa, podczas których medale zdobyli mieszkańcy Dalekiego Wschodu, w tym przypadku głównie Japonii, ale także Hongkongu.

## Końcowa klasyfikacja medalowa
| Miejsce | Państwo           | Złoto | Srebro | Brąz | Razem |
| ------- | ----------------- | ----- | ------ | ---- | ----- |
| 1       | Japonia           | 4     | 0      | 1    | 5     |
| 2       | Węgry             | 2     | 2      | 2    | 6     |
| 3       | Rumunia           | 2     | 1      | 0    | 3     |
| 4       | Anglia            | 0     | 4      | 4    | 8     |
| 5       | Austria           | 0     | 0      | 2    | 2     |
| 5       | Francja           | 0     | 0      | 2    | 2     |
| 7       | Stany Zjednoczone | 0     | 0      | 1    | 1     |
| 7       | Hongkong          | 0     | 0      | 1    | 1     |

## Medaliści
| Konkurencja:               | Złoto:                           | Srebro:                       | Brąz:                                                      |
| gra pojedyncza kobiet      | Angelica Rozeanu                 | Gizella Farkas                | Rosalind Rowe Ermelinde Wertl                              |
| gra pojedyncza mężczyzn    | Hiroji Satoh                     | József Kóczián                | Rene Roothooft Guy Amouretti                               |
| gra podwójna kobiet        | Shizuki Narahara Tomie Nishimura | Diane Rowe Rosalind Rowe      | Helen Elliot Ermelinde Wertl Gizella Farkas Edit Sagi      |
| gra podwójna mężczyzn      | Norikazu Fujii Tadaki Hayashi    | Richard Bergmann Johnny Leach | Douglas Cartland Martin Reisman Viktor Barna Adrian Haydon |
| gra mieszana               | Ferenc Sidó Angelica Rozenau     | Johnny Leach Diane Rowe       | Viktor Barna Rosalind Rowe József Kóczián Gizella Farkas   |
| konkurs drużynowy mężczyzn | Węgry                            | Anglia                        | Japonia · Hongkong                                         |
| konkurs drużynowy kobiet   | Japonia                          | Rumunia                       | Anglia                                                     |